# Distretto di Yosa
Il distretto di Yosa (与謝郡, Yosa-gun?) è uno dei distretti della prefettura di Kyōto, in Giappone.
Attualmente fanno parte del distretto i comuni di Ine e Yosano.
| Controllo di autorità | VIAF (EN) 254435273 · NDL (EN, JA) 00391543 |